# Ян Паул ван Геке
Ян Паул ван Геке (нід. Jan Paul van Hecke, нар. 8 червня 2000, Арнемуйден, Нідерланди) — нідерландський футболіст, захисник  англійського клубу «Брайтон енд Гоув Альбіон».

## Ігрова кар'єра
Ян Паул ван Геке є вихованцем клубу «НАК Бреда», з яким у 2018 році підписав професійний контракт. Свою першу гру в основі клубу ван Геке провів у турнірі Еерстедивізі у серпні 2019 року.
10 вересня 2020 року футболіст підписав триірчний контракт з клубом англійської Прем'єр-ліги «Брайтон енд Гоув Альбіон». Але вже за тиждень ван Геке повернувся до Нідерландів, де на правах оренди приєднався до клубу Ередивізі «Геренвен». І вже наступного дня Ян Паул дебютував у складі свого нового клубу.
15 грудня 2023 року продовжив контракт з «Брайтон енд Гоув» до червня 2027 року.

## Особисте життя
Ян Паул є племінником колишнього нідерландського футболіста Яна Портвліта.